# Casper Nielsen
Casper Nielsen (ur. 29 kwietnia 1994 w Esbjergu) – duński piłkarz grający na pozycji pomocnika. Od 2022 roku zawodnik Club Brugge.

## Życiorys
Jest wychowankiem Esbjergu fB. W jego seniorskim zespole grał w latach 2012–2017. W Superligaen zadebiutował 12 maja 2013 w wygranym 2:0 meczu z FC København. 18 stycznia 2017 został piłkarzem Odense Boldklub. 4 lipca 2019 odszedł do belgijskiego Royale Union Saint-Gilloise, a w 2022 został zawodnikiem Club Brugge.
W 2016 roku wystąpił wraz z reprezentacją na igrzyskach olimpijskich w Rio de Janeiro.